# Прапор Стрийського району
Пра́пор Стри́йського райо́ну затверджений районною радою 7 квітня 2008.
Автор проекту прапора  — А. Гречило.

## Опис прапора
Прапор — прямокутне жовте полотнище, з верхнього вільного кута по діагоналі йде синя смуга, у верхньому куті від древка — синя чаша з фонтанами води, а у нижньому куті — синя чаша з полум’ям.
Ці ж символи вжиті у гербі району.

## Значення символіки
Золоте поле є символом добробуту і щедрості, а також уособлює сільськогосподарський профіль району. 
Синя смуга (геральдичний перев’яз) означає річку Стрий, що перетинає територію району. 
Стилізовані чаші з синім полум’ям і з фонтанами води відображають багатство Стрийщини — природні ресурси (газ, мінеральні води).